# Aminou Bouba
Aminou Bouba est un footballeur camerounais né le 28 janvier 1991 à Maroua. Il évolue au poste de défenseur à Al Ta'ee Ha'il.

## Carrière
- 2012-2013 : Coton Sport Football Club de Garoua ( Cameroun)
- depuis jan. 2014 : Espérance sportive de Tunis ( Tunisie)
  - 2014 : Club sportif constantinois( Algérie)
  - 2015-2016 : Al Khaleej Saihat ( Arabie saoudite)[2]
- 2016-2017 : Ettifaq FC ( Arabie saoudite)
- 2018 : Al Ta'ee Ha'il ( Arabie saoudite)
- 2018 :  Feutcheu FC ( Cameroun)
- 2019-201.  : Horoya AC ( Guinée)

## Palmarès
- Champion du Cameroun en 2013 avec le Coton Sport Garoua

### Espérance sportive de Tunis
- Championnat de Tunisie (1) : 
  - 2014

### Gokulam Kerala
- Championnat d'Inde (1) 
  - 2022